# Borșciv, Radomîșl
Borșciv (în ucraineană Борщів) este o comună în raionul Radomîșl, regiunea Jîtomîr, Ucraina, formată numai din satul de reședință.

## Demografie
Componența lingvistică a comunei Borșciv
     Ucraineană (99,56%)
     Alte limbi (0,44%)
Conform recensământului din 2001, majoritatea populației comunei Borșciv era vorbitoare de ucraineană (99,56%), existând în minoritate și vorbitori de alte limbi.